# Complainte amoureuse
Albums de Juliette Gréco
Peut-être que…
(1968) Face à face
(1971)
Complainte amoureuse est le 5e album studio enregistré par Juliette Gréco et sorti en 1969.

« Complainte amoureuse est le titre général du disque. Il est emprunté à un poème d'Alphonse Allais, l'homme qui mettait en scène de graves messieurs discutaillant dans le but d'ôter au caoutchouc ses propriétés élastiques. C'est dire l'humour qui zèbre cet album et encore la tendresse, l'émotion…
Nouvelle Ève d'une époque de révolution, seule Juliette Gréco pouvait réussir cette gageure de rassembler Maeterlinck et les “équations poétiques” de Desnos (selon le mot d'André Breton), Éluard et Verlaine, Le Cunff, Seghers, Frédérique, Cros, Marie Noël et Aragon qui n'a eu de cesse qu'il n'ait célébré son talent... La gageure ne réside pas dans le choix des poètes, plutôt dans l'audace d'une qualité sans concession.
C'est Yani Spanos qui a mis ces vers en musique, avec un respect qui n'a pas muselé l'inspiration en lui.
Et la voix de Juliette Gréco joue sur les notes et les syllabes de tout son “clavier affectif”. »

— Louis Nucéra, extrait de l'incipit de l'album.

« Yani Spanos, musicien grec, passionné de poésie française, lui a composé une anthologie personnelle. […] Depuis Chambre 33 et Rêveuse et Fragile, les premières chansons qu'elle a interprétées en 1966, Juliette Gréco évoque l'idée d'enregistrer tout un album de ses compositions. »

— Bertrand Dicale, chronologie incluse dans l'intégrale L'Éternel Féminin.

## Note sur l'attribution du poèmeComplainte amoureuse
L’attribution de ce poème à Alphonse Allais est très douteuse. Il est en effet attesté dès 1867 en tout cas, sous le titre « Épitre amoureuse d’un puriste, dédiée à M. Blavet, sans que l’auteur y soit mentionné, et alors qu’Allais était âgé de 13 ans. Le poème est reproduit dans le contexte d’une dispute sur l’usage du subjonctif imparfait dans les délibérations du corps législatif français, à la suite d’une interpellation d'Émile Blavet à ce sujet.

## Titres
Toutes les musiques sont composées par Yani Spanos
| 1.         | Les Coiffes noires     | poème de Louis Le Cunff      | 2:00 |
| 2.         | Et s'il revenait       | poème de Maurice Maeterlinck | 2:24 |
| 3.         | Et je cousais          | poème de Marie Noël          | 1:56 |
| 4.         | Amour                  | poème de Paul Éluard         | 2:31 |
| 5.         | Complainte amoureuse   | poème d'Alphonse Allais      | 1:06 |
| 6.         | Les Roses de Bagatelle | poème de Robert Desnos       | 1:57 |
| 7.         | Le Petit Berger        | poème de Paul Verlaine       | 1:48 |
| 8.         | Berceuse               | poème de Charles Cros        | 2:33 |
| 9.         | Le Sergent Léon        | poème d'André Frédérique     | 2:10 |
| 10.        | Allons sur la prée     | poème de Louis Aragon        | 2:22 |
| 11.        | Le Roi Pluie           | poème de Louis Aragon        | 1:33 |
| 12.        | La Panthère            | poème de Pierre Seghers      | 2:45 |
| 35 min 5 s |                        |                              |      |

## Crédits
- Arrangements et direction d'orchestre : 
  - Alain Goraguer en 1, 3, 8, 9, 11, 12 ;
  - François Rauber en 2, 4, 5, 6, 7, 10.
- Production : Jean-Claude Desmarty.
- Ingénieur du son : Franck Giboni[4].
- Enregistrement : 21 au 30 avril 1969 au studio des Dames (Paris, 17e arr.)[5].
- Album original : 33 tours/LP mono/stéréo (gravure universelle) Philips 849.457 BY sorti en octobre 1969.
- Photographie recto pochette : Just Jaeckin[4].
- Rééditions en CD  : volume no 10 La Panthère de l'intégrale L'Éternel Féminin en 21 CD Mercury/Universal, 2003.

## Sources, notes et références

### Sources
Notes de Bertrand Dicale dans le livre (96 pages) et le livret no 10 La Panthère de l'intégrale de Juliette Gréco L'Éternel Féminin en 21 CD. (Mercury/Universal, 2003).